# الشركة الوطنية اليابانية للنفط والغاز والمعادن
 الشركة الوطنية اليابانية للنفط والغاز والمعادن ، هي مؤسسة إدارية مستقلة حكومية يابانية تم إنشاؤها في عام 2004 عندما اندمجت شركة النفط الوطنية اليابانية مع وكالة التعدين المعدنية السابقة في اليابان. 

## التاريخ
تدمج جوجميك الوظائف الطبيعية في كيان إداري واحد. تم تكليف مؤسسة النفط الوطنية اليابانية السابقة (JNOC) بتأمين إمدادات مستقرة من النفط والغاز الطبيعي لاستخدام اليابان. وقد تم تكليف وكالة تعدين المعادن اليابانية السابقة (MMAJ) بضمان إمدادات مستقرة من المعادن غير الحديدية والموارد المعدنية لاستخدامها في اليابان. تم تحقيق المزيد من الكفاءات من خلال الجمع بين بيروقراطيتين مع مهام مماثلة . تأسست شركة جوجميك في عام 2004 بموجب قانون عام 2002 المتعلق بالمؤسسة الوطنية اليابانية للنفط والغاز والمعادن.  
في مارس 2013 ، أصبحت جوجميك أول من نجح في استخلاص هيدرات الميثان من رواسب قاع البحر .  

## أنشطة
مركز جوجميك للاستشعار عن بعد بواسطة الأقمار الصناعية الجيولوجية في لوباتسي ، بوتسوانا ، تم إنشاؤه بالشراكة مع إدارة المسح الجيولوجي للدولة الواقعة في الجنوب الأفريقي في يوليو 2008. ستعمل الشراكة بين اليابان وبوتسوانا معًا في تطوير استكشاف المعادن من خلال طرق مثل الاستشعار عن بُعد . 
نفّذت شركة جوجميك أول عملية تعدين واسعة النطاق في العالم في أعماق البحار للرواسب المعدنية للتهوية الحرارية المائية في أغسطس - سبتمبر 2017. تم إجراء هذا التعدين في حقل تنفيس «إيزينا هول/كاولدرون» داخل حوض القوس الخلفي النشط للحرارة المائي المعروف باسم حوض أوكيناوا الذي يحتوي على 15 مجال تنفيس مؤكد وفقًا لقاعدة بيانات انترريدج فينتس .
تدير جوجميك مخزونات المعادن النادرة بالاشتراك مع الشركات الخاصة. 

## روابط خارجية
- موقع جوجميك
  - مركز التكنولوجيا والبحوث
  - معلومات الموارد المعدنية باللغة اليابانية